# Sunyani
Sunyani nagyváros Ghána nyugati részén, Brong Ahafo régió központja. A 19. században még csupán az elefánt-vadászok egyik táborhelye volt. 1924-ben a Brit gyarmati kormány kerületi központtá nevezte ki. A település azt követően indult gyors fejlődésnek, hogy elkészült a Sunyanit Kumasival összekötő közút. Jelentős mezőgazdasági központ, a környéken nagy mennyiségben termesztett kakaó, kukorica, yam gyökér és kóladió terményeket a városban raktározzák és innen szállítják exportálásra az ország nagy kikötővárosaiba.
Két felsőoktatási intézménye révén a régió legjelentősebb oktatási központja. Repülőterét 1974. július 13-án nyitották meg, légi-járatok Kumasi, Accra és Takoradi városokkal kötik össze.